# Мартынов, Михаил Геннадьевич
Михаил Геннадьевич Мартынов (род. 24 мая 1974, Москва) — российский самбист и дзюдоист, призёр чемпионатов России по самбо и дзюдо, призёр чемпионата Европы среди полицейских по дзюдо, чемпион и призёр чемпионатов Европы и мира по самбо, обладатель Кубка мира по самбо, Заслуженный мастер спорта России. Выпускник Российского университета физкультуры, спорта, молодёжи и туризма. Главный тренер Москвы по самбо, Заслуженный тренер России. Заслуженный работник физической культуры Российской Федерации (2023).

## Спортивные результаты
- Чемпионат России по самбо 1997 года — ;
- Чемпионат России по самбо 1998 года — ;
- Чемпионат России по самбо 1999 года — ;
- Чемпионат России по самбо 2000 года — ;
- Чемпионат России по самбо 2001 года — ;
- Чемпионат России по дзюдо 2002 года — .

## Награды
- Медаль ордена «За заслуги перед Отечеством» II степени (21 сентября 2003 года) — за большой вклад в развитие физической культуры и спорта[1]
- Заслуженный работник физической культуры Российской Федерации (8 ноября 2023 года) — за большие заслуги в развитии и популяризации самбо в Российской Федерации, многолетнюю добросовестную работу[2]
- Почётная грамота Президента Российской Федерации (23 января 2014 года) — за заслуги в развитии физической культуры и спорта, высокие спортивные достижения на XXVII Всемирной летней универсиаде 2013 года в городе Казани[3]